# 엘라 스콧 린치

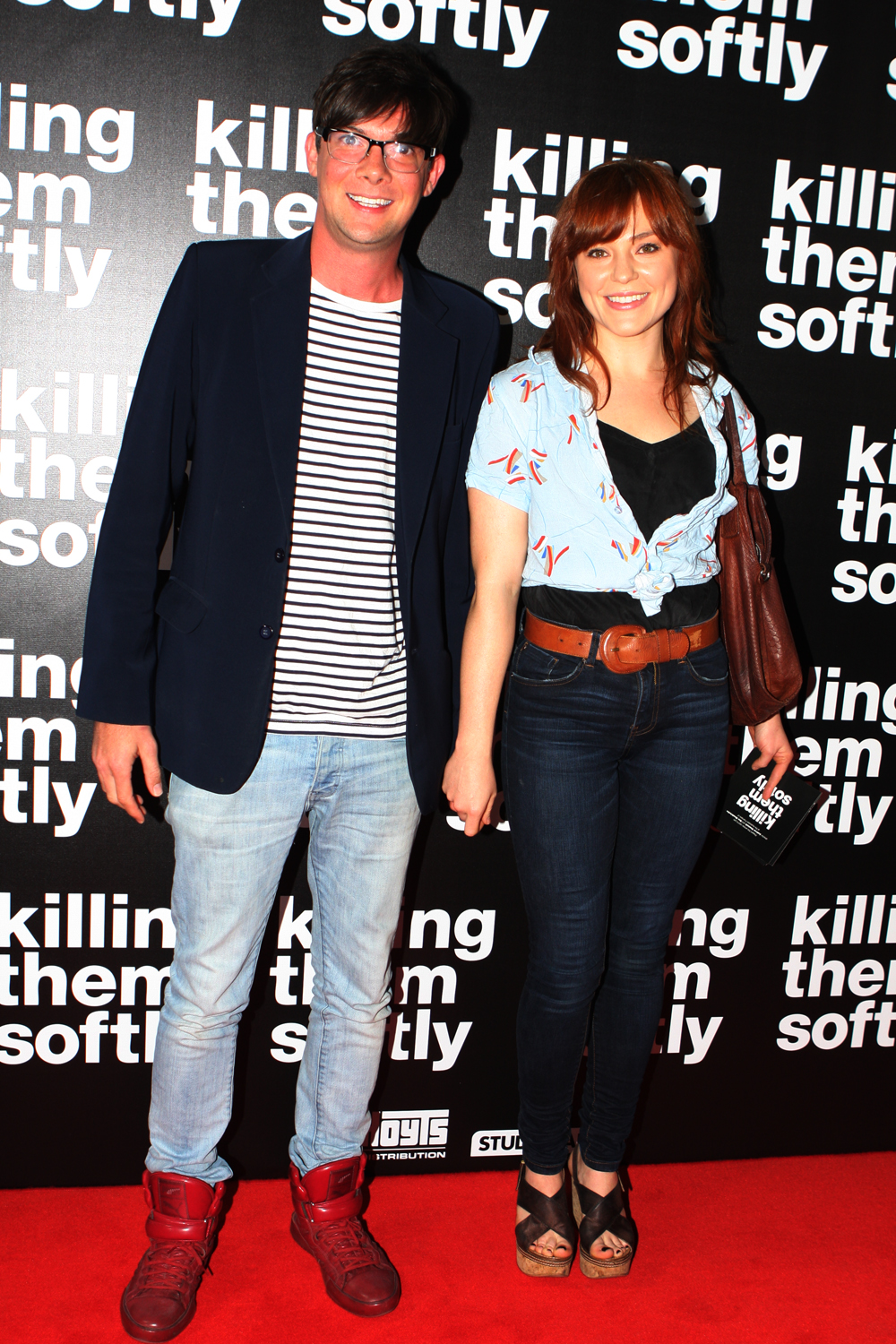

엘라 스콧 린치(Ella Scott Lynch, 1982년 9월 27일 ~ )는 오스트레일리아의 배우, 영화배우이다.
시드니에서 태어났다.

## 영화
- 핌트 (2018년)
- 에메랄드 폴스 (2008년)
- 몽키 퍼즐 (2008년)
- 올 세인츠 (1998년)
- 샤인 (1996년)
- 홈 앤 어웨이 (1988년) - 헤일리 로슨 역